# حشمت أباد (اسفندار)
حشمت أباد (بالفارسية: حشمت‌آباد) هي قرية تقع في إيران في قسم اسفندار الريفي. يقدر عدد سكانها بـ 24 نسمة .